# Malinsfjall
El Malinsfjall és una muntanya de les illes Fèroe. Està situada a l'illa de Viðoy, la més septentrional i setena en extenció de l'arxipèlag feroès. Fa 750 metres d'alçada, cosa que la converteix en la tercera muntanya més alta de l'illa i la vint-i-novena de les Fèroe (la cim més alt de les Illes Fèroe és el Slættaratindur, a l'illa d'Eysturoy, i fa 880 metres d'alçada). La muntanya es troba just al sud de la localitat de Viðareiði de poc més de 300 habitants.
Als vessants de la muntanya, es van trobar exemplars de Cabasita-Ca, un mineral tectosilicat zeolita, en excel·lents condicions.
El 2016 es va obrir al sud de la muntanya el túnel de Viðareiði, de 1939 metres, que connecta la part est de Viðareiði amb Hvannasund, al sud.

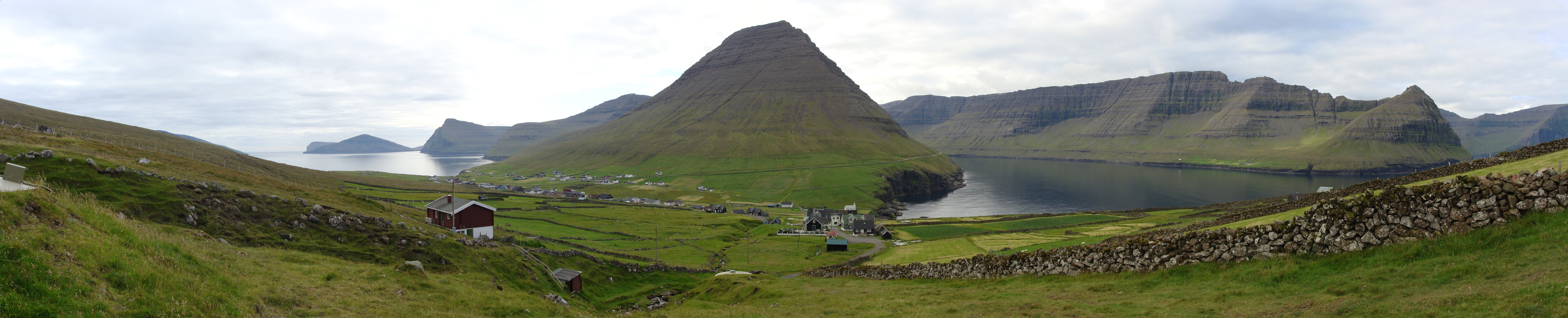
El Malinsfjall (al centre) domina la localitat de Viðareiði.